# فاتوماتا ديوب
فاتوماتا ديوب هي منافسة ألعاب القوى سنغالية، ولدت في 10 أغسطس 1986.

## وصلات خارجية
- فاتوماتا ديوب على موقع الاتحاد الدولي لألعاب القوى (الإنجليزية)